# Paolo Cozzi
Paolo Alfredo Cozzi, född 26 maj 1980 i Milano, är en italiensk volleybollspelare. Cozzi blev olympisk silvermedaljör i volleyboll vid sommarspelen 2004 i Aten.